# Made in Europe
A Made in Europe a Deep Purple koncertalbuma. A felvételek 1975-ben készültek az Mk III. felállás idején, amikor Ritchie Blackmore még tagja volt az együttesnek – de csak a Deep Purple 1976-os feloszlása után adták ki az albumot.
A felvételek a következő helyszíneken és időpontokban készültek:
- 1975. április 4. Graz, Ausztria
- 1975. április 5. Saarbrücken, Németország
- 1975. április 7. Párizs, Franciaország

A grazi és a párizsi koncert hanganyagát 1996-ban újból kiadták az Mk III The Final Concerts albumon.

A teljes párizsi koncert megjelent Live in Paris 1975 címmel.

## Számok listája
A számok stúdióváltozatai a Burn és Stormbringer albumokon találhatók.
1. Burn (Blackmore, Lord, Paice, Coverdale) – 7:32
2. Mistreated (Blackmore, Coverdale) – 11:32
3. Lady Double Dealer (Blackmore, Coverdale) – 4:15
4. You Fool No One (Blackmore, Lord, Paice, Coverdale) – 16:42
5. Stormbringer (Blackmore, Coverdale) – 5:38

## Előadók
- David Coverdale – ének
- Glenn Hughes – basszusgitár, ének
- Ritchie Blackmore – gitár
- Jon Lord – billentyűk
- Ian Paice – dob